# The Contours
The Contours (Ко́нтурз) — американская мужская вокальная группа. Была в ростере лейбла звукозаписи Motown Records в его ранний период.
Наиболее известна по своему хиту 1962 года «Do You Love Me», одному из ранних хитов лейбла Motown, которая помогла ему (лейблу) прославиться. Тогда в 1962 году эта песня достигла 1 места в ритм-н-блюзовом чарте «Билборда» и 3 места в Billboard Hot 100 и продалась в количестве более миллиона экземпляров.
Кроме того, песня «Do You Love Me» в исполнении группы The Contours входит в составленный Залом славы рок-н-ролла список 500 Songs That Shaped Rock and Roll.

## Дискография
- См. «The Contours § Discography» в английском разделе.